# جيف شنايدر
جيف شنايدر (بالإنجليزية: Jeff Schneider)‏ هو مدرب تزلج فني ‏ أمريكي، ولد في 6 ديسمبر 1952 في بريميرتون في الولايات المتحدة.

## وصلات خارجية
- جيف شنايدر على موقع دوري كرة القاعدة الرئيسي (الإنجليزية)
- جيف شنايدر على موقعبيزبول رفرنس.كوم (الدوري الرئيسي) (الإنجليزية)
- جيف شنايدر على موقعبيزبول رفرنس.كوم (الدوري الثانوي) (الإنجليزية)
- جيف شنايدر على موقع إي إس بي إن.كوم (أم.أل.بي) (الإنجليزية)
- جيف شنايدر على موقع مشجعي الرسوم البيانية (الإنجليزية)